# العلاقات الأمريكية السورينامية
العلاقات الأمريكية السورينامية هي العلاقات الثنائية التي تجمع بين الولايات المتحدة وسورينام.

## مقارنة بين البلدين
هذه مقارنة عامة ومرجعية للدولتين:
| وجه المقارنة                                              | الولايات المتحدة                                                                                                  | سورينام                        |
| --------------------------------------------------------- | --- | ------------------------------ |
| المساحة (كم2)                                             | 9.83 مليون | 163.27 ألف                     |
| عدد السكان (نسمة)                                         | 311.58 مليون | 563.40 ألف                     |
| الكثافة السكانية (ن./كم²)                                 | 31.7 | 3.45                           |
| العاصمة                                                   | واشنطن العاصمة | باراماريبو                     |
| اللغة الرسمية                                             | لغة إنجليزية | اللغة الهولندية                |
| العملة                                                    | دولار أمريكي | دولار سورينامي، غيلدر سورينامي |
| الناتج المحلي الإجمالي (بليون دولار)                      | 19.39 تريليون | 3.32 مليار                     |
| الناتج المحلي الإجمالي (تعادل القوة الشرائية) بليون دولار | 18.04 تريليون | 9.07 مليار                     |
| الناتج المحلي الإجمالي الاسمي للفرد دولار أمريكي          | 56.12 ألف | 9.48 ألف                       |
| الناتج المحلي الإجمالي للفرد دولار أمريكي                 | 54.63 ألف | 16.64 ألف                      |
| مؤشر التنمية البشرية                                      | 0.920 | 0.714                          |
| رمز المكالمات الدولي                                      | +1 | +597                           |
| رمز الإنترنت                                              | .us، حكومة، .mil، Edu.                                                                                            | .sr                            |
| المنطقة الزمنية                                           | توقيت ساموا الأمريكية، توقيت أطلنطي موحد، منطقة زمنية وسطى، توقيت ألاسكا ‏، المنطقة الزمنية الجبلية، توقيت تشامرو ‏ | 00                             |

## منظمات دولية مشتركة
يشترك البلدان في عضوية مجموعة من المنظمات الدولية، منها:
| علم المنظمة | اسم المنظمة                        | تاريخ انضمام الولايات المتحدة | تاريخ انضمام سورينام |
| ----------- | ---------------------------------- | ----------------------------- | -------------------- |
|             | وكالة ضمان الاستثمار متعدد الأطراف | 12 أبريل 1988                 | 2 يوليو 2003         |
|             | الاتحاد الدولي للاتصالات           | 1 يوليو 1908                  | 15 يوليو 1976        |
|             | يونسكو                             | 4 نوفمبر 1946                 | 16 يوليو 1976        |
|             | الأمم المتحدة                      | 24 أكتوبر 1945                | 4 ديسمبر 1975        |
|             | البنك الدولي للإنشاء والتعمير      | 27 ديسمبر 1945                | 27 يونيو 1978        |
|             | مؤسسة التمويل الدولية              | 20 يوليو 1956                 | 1 سبتمبر 2011        |
|             | منظمة الشرطة الجنائية الدولية      | ?                             | ?                    |
|             | المنظمة الهيدروغرافية الدولية      | ?                             | ?                    |
|             | الاتحاد البريدي العالمي            | ?                             | ?                    |
|             | منظمة حظر الأسلحة الكيميائية       | ?                             | ?                    |
|             | منظمة التجارة العالمية             | ?                             | ?                    |

## أعلام
هذه قائمة لبعض الشخصيات التي تربطها علاقات بالبلدين:
- جيمي سميتس (ممثل أمريكي، 9 يوليو 1955[26][27][28] – )
- نتالي لا روز (12 يوليو 1988[29] – )

## وصلات خارجية
- موقع وزارة الخارجية الأمريكية
- موقع وزارة الخارجية السورينامية